# 18e étape du Tour d'Espagne 2015
La 18e étape du Tour d'Espagne 2015 s'est déroulée le jeudi 10 septembre 2015, entre Roa et Riaza, sur une distance de 204 km.

## Résultats

### Classement de l'étape
| Classement de l'étape | Classement de l'étape | Classement de l'étape | Classement de l'étape  | Classement de l'étape |
|                       | Coureur               | Pays                  | Équipe                 | Temps                 |
| --------------------- | --------------------- | --------------------- | ---------------------- | --------------------- |
| 1er                   | Nicolas Roche         | Irlande               | Sky                    | en 5 h 3 min 59 s     |
| 2e                    | Haimar Zubeldia       | Espagne               | Trek Factory Racing    | + 0 s                 |
| 3e                    | José Gonçalves        | Portugal              | Caja Rural-Seguros RGA | + 18 s                |
| 4e                    | Alejandro Valverde    | Espagne               | Movistar               | + 38 s                |
| 5e                    | Esteban Chaves        | Colombie              | Orica-GreenEDGE        | + 38 s                |
| 6e                    | Joaquim Rodríguez     | Espagne               | Katusha                | + 38 s                |
| 7e                    | Pieter Serry          | Belgique              | Etixx-Quick Step       | + 38 s                |
| 8e                    | Adam Hansen           | Australie             | Lotto-Soudal           | + 38 s                |
| 9e                    | Gianluca Brambilla    | Italie                | Etixx-Quick Step       | + 38 s                |
| 10e                   | Domenico Pozzovivo    | Italie                | AG2R La Mondiale       | + 38 s                |
| modifier              |                       |                       |                        |                       |

### Classements à l'issue de l'étape

#### Classement général
| Classement général | Classement général | Classement général | Classement général | Classement général  |
|                    | Coureur            | Pays               | Équipe             | Temps               |
| ------------------ | ------------------ | ------------------ | ------------------ | ------------------- |
| 1er                | Tom Dumoulin       | Pays-Bas           | Giant-Alpecin      | en 73 h 45 min 13 s |
| 2e                 | Fabio Aru          | Italie             | Astana             | + 3 s               |
| 3e                 | Joaquim Rodríguez  | Espagne            | Katusha            | + 1 min 15 s        |
| 4e                 | Rafał Majka        | Pologne            | Tinkoff-Saxo       | + 2 min 22 s        |
| 5e                 | Nairo Quintana     | Colombie           | Movistar           | + 2 min 53 s        |
| 6e                 | Alejandro Valverde | Espagne            | Movistar           | + 3 min 15 s        |
| 7e                 | Esteban Chaves     | Colombie           | Orica-GreenEDGE    | + 3 min 30 s        |
| 8e                 | Daniel Moreno      | Espagne            | Katusha            | + 3 min 46 s        |
| 9e                 | Mikel Nieve        | Espagne            | Sky                | + 4 min 10 s        |
| 10e                | Louis Meintjes     | Afrique du Sud     | MTN-Qhubeka        | + 6 min 51 s        |
| modifier           |                    |                    |                    |                     |